# Ивановская (Белозерский район)
Ивановская — деревня в Белозерском районе Вологодской области.
Входит в состав Визьменского сельского поселения, с точки зрения административно-территориального деления — в Георгиевский сельсовет.
Расстояние до районного центра Белозерска по автодороге — 95 км, до центра муниципального образования деревни Климшин Бор по прямой — 21 км. Ближайшие населённые пункты — Бекренево, Боярская, Олькино.
Население по данным переписи 2002 года — 2 человека.